# Tebat Gabus
Tebat Gabus is een bestuurslaag in het regentschap Ogan Komering Ulu Selatan van de provincie Zuid-Sumatra, Indonesië. Tebat Gabus telt 800 inwoners (volkstelling 2010).